# Konflikten mellan Republiken Turkiet och PKK
Konflikten mellan Republiken Turkiet och PKK (Kurdistans arbetarparti) är av både politisk och militär art. Konflikten har sin grund i Turkiets förtryck av landets kurdiska minoritet. Den militära konflikten har pågått sedan 1984 och var som mest intensiv fram till 1999, men pågår fortfarande (2022).

## Bakgrund
Kurder utgjorde en femtedel av befolkningen i Turkiet då landet i sin nuvarande form blev till 1923 och i sin konstitution nämnde landet som de etniska turkarnas hemland. Kurderna bodde huvudsakligen i landets sydöstra del och de nydragna gränserna mot Irak och den franska besittning som senare blev Syrien gick rakt igenom det kurdiska området. Under de kommande årtiondena förnekades den kurdiska befolkningens kulturella identitet, och ända fram till 1990 omnämndes de i Turkiet officiellt som "bergsturkar". Kurdiska jordägare och kurder som flyttat till storstäderna i västra Turkiet integrerades i landets politiska etablissemang, men den stora kurdiska massan i öster har stått helt utanför politiken.
I slutet av 1960-talet etablerades olika turkisk-kurdiska vänstergrupper. Den 27 november 1978 bildades det marxistiskt inriktade PKK (Kurdistans arbetarparti) som leddes av Abdullah Öcalan. Inledningsvis ville PKK etablera en kurdisk stat i östra Turkiet, men från 1993 kämpar man i stället för ökade rättigheter för kurder inom Turkiet.

## Inbördeskrig från 1984
Den 15 augusti attackerade PKK två turkiska gendarmeriposteringar nära gränsen tilI Irak och Syrien. Två gendarmer dödades och ytterligare personer skadades. Detta var inledningen till ett inbördeskrig mellan PKK och Turkiets armé. PKK attackerade både civila och militära mål och den turkiska armen genomförde massiva operationer som inte bara vände sig mot PKK utan mot civila kurdiska aktivister och  journalister och mot den kurdiska civilbefolkningen. Båda sidor i konflikten har gjort sig skyldiga till massakrer av civila och andra brott mot mänskliga rättigheter. PKK har klassats som terrorister av både Nato och EU medan andra ser den som en legitim befrielserörelse.
PKK etablerade baser i det svårtillgängliga bergsområdet Qandilbergen inne i den kurdiskdominerade delen av Irak. För att eliminera PKK har Turkiet upprepade gånger utsatt området för både markangrepp och flygbombningar som kränkt Iraks territorium och även har drabbat civilbefolkningen.

### Turkiets operation i Qandilbergen hösten 1992
Hösten 1992 upprättades det kurdiska självstyret i norra Irak och för att etablera fungerande kontakter med sin granne Turkiet ville man stoppa PKK:s möjlighet att använda Qandilbergen som bas för attacker mot Turkiet. Irak-kurdiska styrkor samarbetade med Turkiet som gick in i området med stora marktrupper och tungt artilleri för att oskadliggöra PKK. Resultatet blev att PKK tilläts etablera sig längre in i irakiska Kurdistan mot löftet att avstå från militära operationer. Turkiet anger att 2000 kurdiska rebeller dödades under operationen. PKK anger samma siffra till 150.

### Ödelagd landsbygd 1992–1995
Under 1990-talet, och speciellt under åren 1992–1995, inriktade sig den turkiska militären på att hindra PKK-gerillan att etablera sig och gömma sig i östra Turkiets byar och landskap. Skogarna förstördes och många vägar minerades. Bybor i de kurdiska byarna övertalades eller tvingades att fungera som byvakter, som mot betalning från staten fick vapen och uppgiften att bekämpa gerillan. Den som vägrade riskerade att fängslas eller mördas, och tusentals motsträviga byar tömdes och förstördes av armén. PKK betraktade byvakterna som förrädare, och byar som accepterat vaktuppdraget attackerades av PKK. Striderna mellan kurder och kurder skördade många civila offer och skapade misstro och bitterhet hos befolkningen.

### PKK:s ensidiga vapenvila våren 1993
I mars 1993 offentliggjorde PKK att man övergivit målet att bilda en självständig kurdisk stat. Man deklarerade en ensidig vapenvila och önskemål om förhandlingar om kurders rättigheter inom Turkiet. Turkiska armén fortsatte med militära operationer. Turkiets president Turgut Özal planerade fredsförhandlingar och reformer till kurdernas fördel men dog plötsligt i april. Det finns misstankar om att han blev förgiftad. Hans efterträdare Süleyman Demirel var inte intresserad av några förhandlingar. Under våren fortsatte sammanstötningarna med militära förluster på båda sidor och även civila offer. Abdullah Öcalan deklarerade i juni att PKK avbröt vapenvilan och återupptog sin väpnade kamp.

### Turkiet invaderar norra Irak våren 1995
I mars-april 1995 genomförde Turkiet en sex veckor lång invasion av norra Irak där PKK hade sina baser. Turkiet gick in med 35 000 marksoldater och genomförde flygbombningar. PKK hade blivit varnade och till stor del redan lämnat sina baser. Uppgifterna om förluster skiljer sig mycket mellan de båda parterna: Turkiet angav efter operationen att man dödat 555 rebeller och förlorat 61 egna soldater. PKK angav att man dödat 800 turkiska soldater och förlorat 60 av de egna. Utöver detta föll många civila irakiska kurder offer för bombningarna och ungefär 15 000 tvingade bli flyktingar.

### PKK:s ensidiga vapenvila 1995–1996
I december 1995 utlyste PKK en ensidig vapenvila inför det kommande parlamentsvalet. Initiativet avfärdades av myndigheterna. I början av 1996 dödades 11 personer, de flesta av dem byvakter, vid en attack mot en kurdisk by. Förövarna sades vara PKK-rebeller som därmed brutit vapenvilan, men PKK:s ledning förnekade detta och menade att regeringen iscensatt det hela för att lägga skulden på PKK. Under våren dödades minst 128 rebeller och 39 regeringssoldater i strider östra Turkiet och Irak, bland annat en stor attack mot PKK:s träningsläger. I maj undkom Abdullah Öcalan ett mordförsök som han menade att den turkiska staten låg bakom. I augusti klargjorde premiärministern att det inte skulle ske några förhandlingar, och Öcalan avblåste vapenvilan.

## Konflikten sedan 1999

### Gripandet av Öcalan, misslyckade fredsförsök
År 1999 greps Öcalan, rannsakades och dömdes till döden för förräderi och uppror i en rättegång som senare dömdes ut som rättsosäker av Europadomstolen. 2002 omvandlades straffet till livstids fängelse som en del av Turkiets strävan efter medlemskap i EU.  Öcalan fortsatte dock att ha stort inflytande över PKK. Han beordrade alla PKK:s trupper att lämna Turkiet och februari 2002 avblåste PKK upproret med målet att arbeta fredligt och politiskt för sina mål. 2004 återupptog PKK den väpnade kampen. Hemliga fredsförhandlingar mellan PKK-ledare och turkiska myndigheter påbörjades 2009 men avbröts 2011.
I mars 2013 utlyste Öcalan vapenvila efter förhandlingar med Recep Tayyip Erdoğans regering. Förhandlingarna bröt samman och striderna återupptogs i juli samma år genom att tjugo stridsflygplan anföll sju mål och bland annat träffade PKK:s militära ledningsbas.

### Syrienkriget och Kobane
Under senare delen av 2014 belägrades staden Kobanê i den kurdiska delen av Syrien av Islamiska staten, vilket ledde till att stora delar av staden förstördes och att omkring 200 000 människor flydde till Suruç på andra sidan gränsen mot Turkiet. 1 500 kurder från Turkiet gick över gränsen till Syrien för att stödja PKK:s syrisk-kurdiska motsvarighet YPG i kampen mot IS. Turkisk militär stängde gränsen och hindrade ytterligare turkiska kurder att gå in i Syrien. Detta, och anklagelser om att Turkiet genom att vägra stödja Kobane i stället hjälpte IS, utlöste massiva och delvis våldsamma protester bland kurder i Turkiet och Europa. Minst 40 personer dödades vid dessa oroligheter. PKK hade inledningsvis stött och uppmuntrat protesterna men efter några dagar upphörde våldsamheterna efter att Öcalan uppmanat till detta.

### Krig i kurdiska städer 2015–2016
I december 2015 utlyste Turkiet 24 timmars utegångsförbud i ett antal distrikt och städer i sydöstra Turkiet och påbörjade militära operationer inne i städerna, något som Amnesty International betecknade som "kollektiv bestraffning". Under flera månader pågick gatustrider mellan den turkiska armén och PKK tillsammans med "civilförsvarsenheterna" YPS, med gatubarrikader, sönderbombade byggnader och hundratals döda, varav många civila. Upp till en halv miljon människor tvingades lämna sina hem. Turkiska staten och PKK skyller ömsesidigt på varandra för våldet och förödelsen. FN konstaterar att den turkiska staten inte har utrett händelserna på ett tillfredsställande sätt.

### Efter kuppförsöket i Turkiet 2016
Efter det misslyckade kuppförsöket mot president Erdogan i juli 2016 har regeringen gripit tusentals oppositionella kurder med anklagelser om samarbete med PKK, vilket definieras som terrorism. Erdogan har också hävdat att PKK samarbetar med Gülenrörelsen som beskylls för att ligga bakom kuppförsöket.
I maj 2019 inledde Turkiet en stor offensiv mot PKK:s baser i Irak och "oskadliggjorde" enligt egen uppgift 43 PKK-medlemmar.

## Konfliktens mänskliga offer
Under perioden 1984–1999 förstördes över 7 000 kurdiska byar, och miljontals människor förlorade sin försörjning och tvingades flytta till landets storstäder eller fly utomlands. Hur många som dödats är mycket svårt att uppskatta, men flera källor nämner siffror kring 30 000–40 000 varav de flesta civilpersoner. Det är oklart hur många som dödats av PKK respektive turkiska styrkor.
2007 höll den dåvarande turkiska regeringen PKK ansvariga för att minst 30 000 människor mist livet. Senare siffror från turkiska myndigheter anger att PKK fram till 2015 dödat ungefär 7 200 personer ur turkiska väpnade styrkor (inklusive polis och byvakter) och 6 700 civila. Huvuddelen av dessa dödsoffer rapporterades av Turkiet redan 2008, då man också angav siffran 32 000 "neutraliserade terrorister".
Under striderna i och kring städerna mellan juli 2015 och december 2016 dödades enligt FN ungefär 2 000 personer, och 350 000–500 000 människor  tvingades lämna sina hem.